# Brodiehjelm
Brodiehjelm (engelsk: brodie helmet, shrapnel helmet, tommy helmet og Helmet, steel, Mark I i Storbritannien og M1917 Helmet og doughboy helmet i USA) var en militær kamphjelm af stål som blev taget i brug af den britiske hær under 1. verdenskrig og var i brug til efter 2. verdenskrig. Hjelmtypen var rund og flad og lignede en omvendt opvaskebalje med hagerem. Lignende hjelme benyttedes også af blandt andre den amerikanske hær under 1. verdenskrig.
Hjelmen har fået sit navn efter John L. Brodie fra London, som i 1915 patenterede hjelmens design, der i forhold til den franske Adrianhjelm havde fordelen, at være presset i et enkelt stykke tyk stålplade for øget styrke. Formen minder dog i høj grad om kedelhjelme, der kendes tilbage fra middelalderen fra hele Europa.